# Solariella chani
Solariella chani is een slakkensoort uit de familie van de Solariellidae. De wetenschappelijke naam van de soort is voor het eerst geldig gepubliceerd in 2009 door Vilvens.